# Hawker Osprey
Гоукер Оспрі (англ. Hawker Osprey) — британський палубний розвідник і легкий бомбардувальник змішаної конструкції, завдання на розробку його фірма Hawker отримала ще в 1926 році. Також випускався з поплавковим шасі для можливості запуску з катапульти бойових кораблів. Крім розвідки і коригування артилерійського вогню, він при необхідності повинен був виконувати функції винищувача.

## Історія створення
В 1926 році Міністерство авіації видало специфікацію O.22/26 на цілковито новий тип літака — палубний двомісний розвідувальнний літак. Компанія Hawker Aircraft в цей час була зайнята розробкою легкого бомбардувальника Hart і спочатку не приділяла багато уваги палубному літаку. На щастя для компанії дизайн «Гарта» виявився надзвичайно вдалим, тому за основу палубного літака було вирішено взяти саме його. Перший прототип «Оспрі» насправді був модифікацією прототипу «Гарта», з додаванням складеного крила, для зберігання в ангарі кораблів, посиленого фюзеляжу, для запуску з катапульти, і спеціальне кріплення шасі, яке дозволяло швидку зміну коліс на поплавки і навпаки.
Прототип «Оспрі» був відправлений на випробування літом 1930 року, причому польоти проводилися як на колісному, так і на поплавковому шасі. Черговий успіх фірмі Hawker був гарантований практично заздалегідь, тому не було нічого дивного в тому, що в кінці того ж року флот замовив першу партію літаків у варіанті розвідника-коректувальника, за переглянутою специфікацією 19/30. Літаки першої серійною модифікації Mk.I, готові на весні 1932 року, практично повністю відповідали вимогам до взірця, за винятком поплавків фірми Short, що відрізнялися дещо іншими обводами для кращої стійкості на воді. Перші серійні літаки використовували алюмінєві сплави, але в кінці 1932 року кострукція стала повністю з нержавіючої сталі через поганий вплив морського середовища. В цілому було зібрано 37 «Оспрі» першої модифікації.
До цього часу в виробництво надійшла модифікація Mk.II (побудовано 14 одиниць), оснащена поплавками нової конструкції. Модифікація Mk.III, створена в 1935 році, отримала також рятувальний надувний човен, розміщений в секції верхнього крила, електрогенератор з приводом від мотора замість вітрянки і металевий гвинт Fairey-Rid. Всього було побудовано 52 таких літаки. Останньою модифікацією для британського флоту став «Оспрі» IV з мотором «Кестрел» V. Побудували 26 таких літаків.

## Опис конструкції

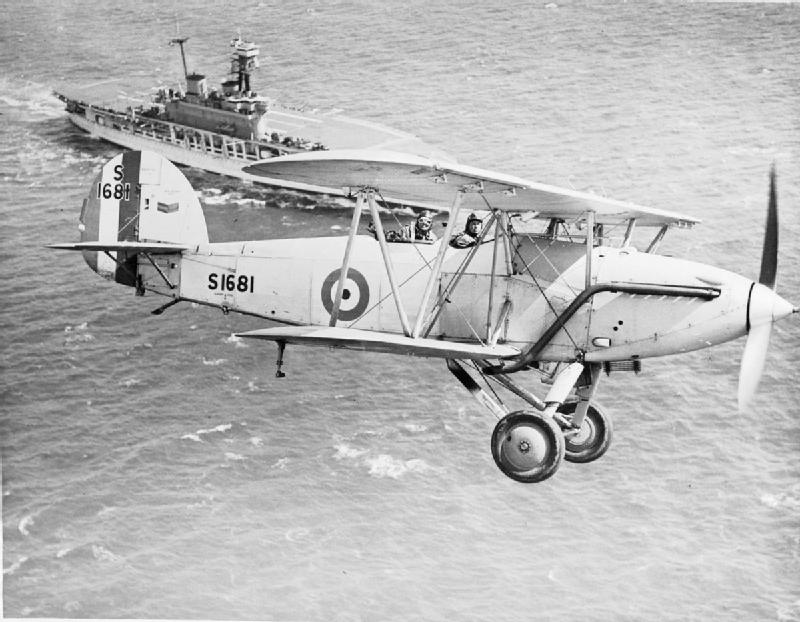
Osprey Mk.I на фоні авіаносця «Ігл»

Каркас фюзеляжу збирався зі сталевих труб і для збільшення жорсткості стягувався зсередини дротяними розтяжками. Носова частина фюзеляжу обшивалась алюмінієвими листами, а хвостова (починаючи від кабіни пілота назад) мала полотняну обшивку. Льотчики розміщувалися в одномісних відкритих кабінах і захищалися козирками. Встановлювався 12-циліндровий рядний двигун Rolls-Royce Kestrel IIMS потужністю 630 к.с. Гвинт постійного кроку залишався стандартним, дволопатевим, виготовленим з деревами. Крила літака посиленої конструкції збиралися з двох катаних сталевих смуг зі штампованої алюмінієвої перегородкою між ними. Обшивка всіх поверхонь була тільки полотняною. Між собою крила з'єднувалися N-видними стійками і додатково скріплювалися розчалками, а до фюзеляжу верхнє крило кріпилося на чотирьох посилених підкосилах.
Хвостове оперення виконано по однокілевою схемою. Кермо напряму, кіль і горизонтальне оперення були збільшені за площею (при цьому їх форми стали більш округлими) і також обшивалися полотном. Для поліпшення жорсткості конструкції стабілізатори отримали підкоси, що кріпилися до хвостової частини фюзеляжу.
Шасі передбачили в двох варіантах. Для берегового базування основні стоки і колеса забезпечувалися масляною амортизацією і гальмами. Морський варіант припускав наявність двох металевих двореданних поплавців, виготовлених фірмою Armstrong-Whithworth.
Стрілецьке озброєння «Оспрі» складалося з двох 7,71-мм кулеметів. З лівого борту фюзеляжу встановлювався синхронний кулемет Vickers Mk.III, який стріляв через гвинт. У кабіні стрільця, на кільцевій турельній установці Hawker-Scraff, монтувався кулемет Lewis того ж калібру.

## Модифікації
- Osprey Mk.I — базовий варіант, оснащений двигуном Rolls-Royce Kestrel IIMS потужністю 630 к.с. Побудовано 37 літаків.
- Osprey Mk.II — варіант з поплавками нової конструкції. Побудовано 14 літаків.
- Osprey Mk.III — варіант з рятувальним надувним човном, електрогенератором з приводом від мотора і металевим гвинтом «Фейрі-Рід». Побудовано 52 літаки.
- Osprey Mk.IV — варіант, оснащений двигуном Rolls-Royce Kestrel V потужністю 640 к.с. Побудовано 26 літаків.

## Історія використання

### Велика Британія

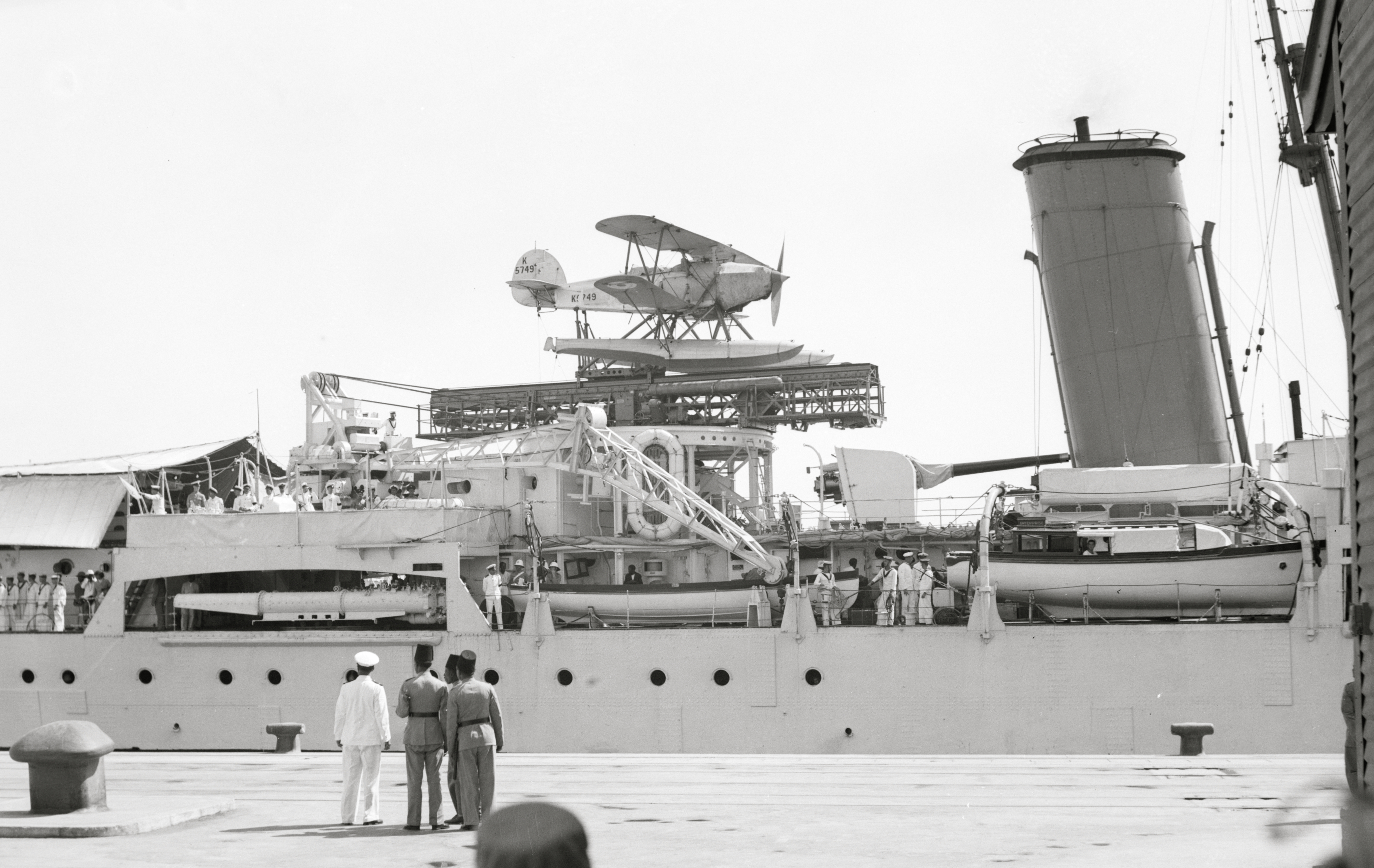
Поплавковий «Оспрі» на борту крейсера «Ентерпрайз». Хайфа, 8 травня 1936 року.

Передача палубних «Оспрі» Mk.I на колісному шасі відбулася в серпні 1932 року — перші літаки потрапили на авіаносці «Ігл» і «Корейджес», а протягом наступних місяців поплавковими «Оспрі» були оснащені кораблі 2-ї бригади крейсерів. В авіаносних ескадрильях «Оспрі» зазвичай доповнювали винищувальні ексадрильї оснащені Hawker Nimrod, хоча тряплялися і ескадрильї повністю оснащені «Оспрі». Протягом 1933—1935 рр. розвідники-коректувальники «Оспрі» отримав авіаносець «Гермес», а також ще кілька крейсерів і берегових баз. Вони прослужили в стройових частинах до 1938 року, коли останній літак зняли з авіаносця «Арк Роял» після чого вони використовувалися як буксирувальники мішеней до 1940 року. Загалом літак стояв на озброєнні 17 морських і авіаносних ескадрилей (701, 711—716, 718, 750, 755, 757—759, 800—803).

### Інші країни
Швеція замовила в 1935 році шість літаків Hawker Osprey для авіаційної групи легкого крейсера «Готланд». Вони відрізнялися від британської версії (двигуном NOHAB Bristol Mercury потужністю 600 к.с.) і були озброєні двома кулеметами ksp m/22 калібром 8 мм. На ранньому етапі експлуатації «Оспрі» в Швеції хотіли використовувати і як винищувачі, але через низьку швидкості від цієї ідеї відмовилися. Літаки використовувалися на крейсері до 1943 року, після чого їх використовували як навчальні до 1955 року. Остаточно їх списали в 1960 році.
Два літаки були куплені Португалією в 1934 році. Вони використовувалися з 1936 по 1942 роки, після чого були замінені на нові американські та британські розвідники і списані.
Один Osprey був куплений Іспанією в 1935 році. У 1936 році його реквізувала Іспанська республіка, використовуючи його як розвідник і легкий бомбардувальник. На нього встановили бомботримачі, здатні тримати до 100 кг авіабомб. У 1937 році через те, що екіпаж збився з курсу, він сів в Португалії. Літак конфіскували, а екіпаж інтернували.

## Тактико-технічні характеристики Mk.IV
Дані з Concise Guide to British Aircraft of World War II

### Технічні характеристики
|                         | Osprey Mk.IV          | Osprey Mk.IV (гідролітак) |
| ----------------------- | --------------------- | ------------------------- |
| Довжина                 | 8,94 м                | 9,7 м                     |
| Висота                  | 3,17 м                | 3,78 м                    |
| Розмах крил             | 11,28 м               | 11,28 м                   |
| Площа крил              | 31,49 м²              | 31,49 м²                  |
| Маса порожнього         | 1544 кг               | -                         |
| Максимальна злітна маса | 2245 кг               | -                         |
| Двигун                  | Rolls-Royce Kestrel V | Rolls-Royce Kestrel V     |
| Потужність              | 640 к. с. (477 кВтю)  | 640 к. с. (477 кВтю)      |
| Максимальна швидкість   | 283 км/год            | 272 км/год                |
| Крейсерська швидкість   | 175 км/год            | -                         |
| Тривалість польоту      | 2 год. 15 хв.         | -                         |
| Практична стеля         | 7620 м                | 6705 м                    |

### Озброєння
Кулеметне:
- 1 × 7,7-мм курсовий кулемет Vickers
- 1 × 7,7-мм кулемет Lewis в кабіні стрільця

## Країни-оператори
- Велика Британія
- Друга Іспанська республіка
- Португалія
- Швеція